# Evangheliarul din Kells

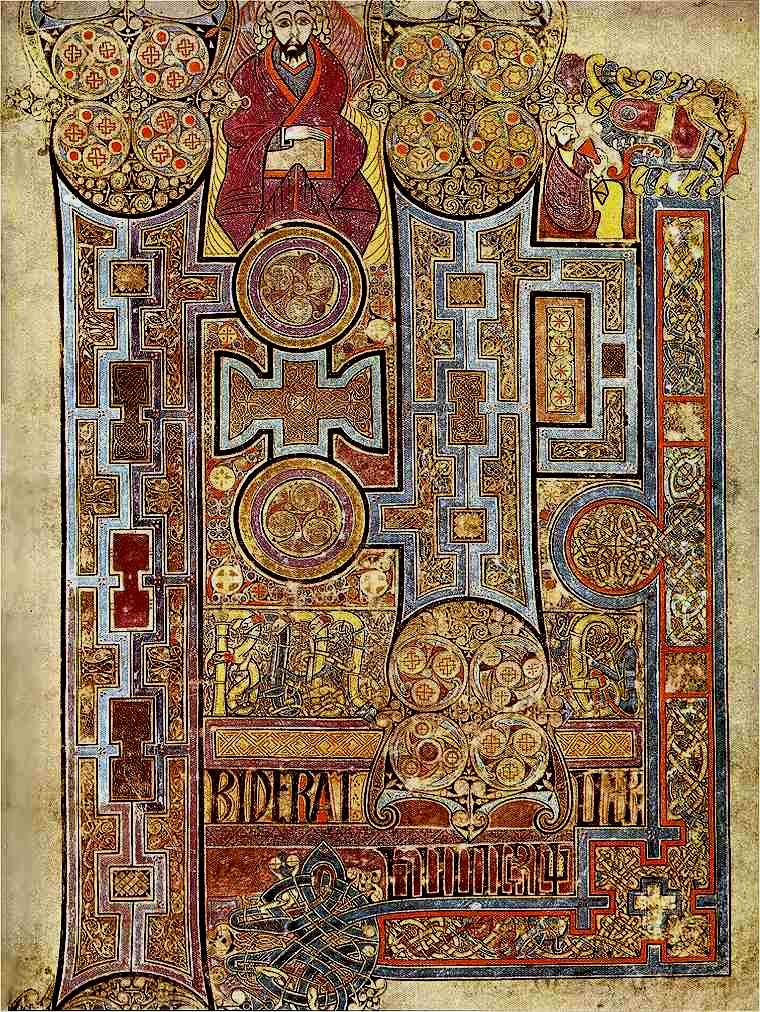
Cartea din Kells, (folio 292r), circa 800.

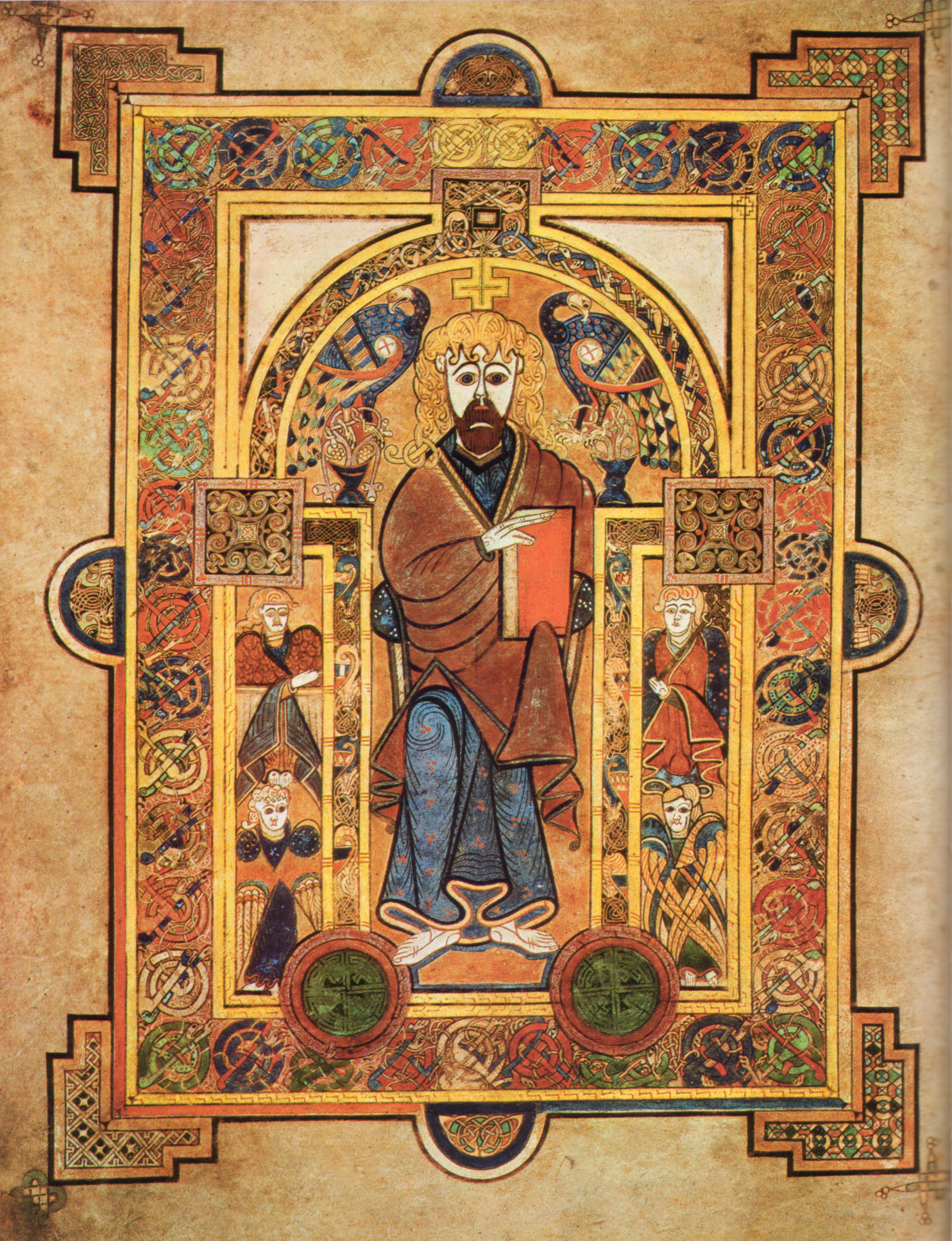
Ilustraţie cu Isus înscăunat din Cartea din Kells

Evangheliarul din Kells (în engleză Book of Kells) este un manuscris realizat de călugări celți în jurul anului 800, o capodoperă culturală a Britaniei pre-normande. Evangheliarul din Kells, cunoscut și sub numele de Cartea lui Columba, este ornat cu ilustrații. Textul este scris în limba latină. Evangheliarul se află la Dublin, în Biblioteca Colegiului Trinity.

## Istoric
Evangheliarul din Kells este unul din multele evangheliare manuscrise începând cu sfârșitul secolului al VI-lea până la începutul secolului al IX-lea în mănăstirile din Scoția, nordul Angliei și Irlanda. Cartea din Kells a fost realizată spre sfârșitul acestei perioade, probabil la începutul secolului al IX-lea și reprezintă apogeul artei manuscriselor artistice. Manuscrisele au fost grupate de către savanți pe baza similarităților în stilul artistic, conținut și tradițiile textuale. Printre alte exemplare care au supraviețiut are acestui stil biblic se găsesc: Cathach a Sf. Columba, Cartea din Durrow, Evangheliile din Durham, Evangheliile Lindisfarne și Evangheliile Macregal.
Numele de Cartea din Kells provine de la abația din Kells, regiunea Meath din Irlanda unde a fost păstrată aproximativ între secolul al XI-lea și secolul al XVII-lea. A rămas acolo atunci când abația a fost dizolvată, în cursul secolului al XII-lea și transformată în biserică parohială. În anul 1654 cartea a fost mutată la Dublin pentru a fi protejată de cavaleria lui Cromwell care a fost cazată în biserică. În 1661 cartea a fost dusă la Trinity College din Dublin, unde a și rămas. Cartea a fost legată de mai multe ori, iar astăzi se prezintă în patru volume după legarea din 1953.
Locul - sau locurile - în care a fost realizată cartea nu se cunosc. Conform legendei, se crede că a fost începută în timpul Sfântului Columban în secolul al VI-lea. Pe baza dovezilor paleografice care privesc textul folosit în scrierea cărții, se pare că manuscrisul a fost realizat după moartea Sfântului Columban, ceea ce contrazice tradiția. Printre teoriile legate de realizarea acesteia este și aceea conform căreia cartea a fost începută în Scoția, probabil la Mănăstirea din Iona, și apoi adusă în Abația din Kells atunci când călugării din Iona s-au mutat în Kells pentru a scăpa de raidurile vikingilor în Iona. Deoarece cartea nu a fost terminată, au apărut supoziții legate de faptul continuării scrierii cărții la Kells.

## Conținut
Cartea conține textele integrale ale Evangheliilor sinoptice: Matei, Marcu și Luca. Evanghelia după Ioan se oprește la Ioan 17,13. Ce s-a întâmplat cu paginile lipsă din Ioan, precum și cu părțile de început ale cărții nu se cunoaște. Acestea puteau fi pierdute atunci când cartea a fost pierdută, în secolul al XI-lea. Textul nu este împărțit pe capitole, această practică fiind introdusă de-abia în secolul al XII-lea de cardinalul Stephen Langton⁠(en)[traduceți]. Nu se știe dacă manuscrisul a fost finalizat sau nu.
Textul cărții este însoțit de pagini întregi cu desene artistice într-o gamă variată de culori. Totuși nu se folosește aurul sau argintul. Sunt prezente numeroase ilustrații, inclusiv icoane în miniatură. Fiecare pagină este acoperită cu ilustrații, iar cuvântul de început al fiecărei Evanghelii este decorat din abundență, adeseori în așa fel încât textul este aproape ininteligibil.
Cartea a fost produsă pentru uzul liturgic, iar nu ca volum educațional. Este mult mai probabil că cel care citea în timpul slujbei de fapt recita din memorie mai degrabă decât să citească din carte, deoarece scopul cărții a fost să arate bine mai degrabă decât să fie utilă. De asemenea, cartea conține multe greșeli necorectate și discontinuități în curgerea textului, astfel încât să fie evitată deteriorarea aspectului artistic al paginilor.